# Pennsylvanian (Amtrak)
A Pennsylvanian egy naponta közlekedő vasúti járat az USA-ban New York City és Pittsburgh között Philadelphián keresztül. a menetidő 9 óra 15-20 perc, menetiránytól függően. Az Amtrak üzemelteti 1980. április 27. óta. A legutolsó pénzügyi évben összesen 215 081 (2019) utas utazott a járaton, naponta átlagosan 589 (2019) utasa volt.

## Útvonal
A Pennsylvanian követi a Pennsylvania Railroad fővonalát a következő útvonalon:
- Amtrak: New York–Philadelphia-Harrisburg
  - Northeast Corridor, New York és Philadelphia között
  - Keystone Corridor, Philadelphia és Harrisburg között
- Norfolk Southern Railway: Harrisburg-Pittsburgh
  - Pittsburgh Line